# 260886 Henritudor
260886 Henritudor este un asteroid din centura principală de asteroizi.

## Descriere
260886 Henritudor este un asteroid din centura principală de asteroizi. A fost descoperit pe 31 august 2005 la observatorul din Côtes de Meuse de Matt Dawson. Asteroidul prezintă o orbită caracterizată de o semiaxă mare de 3,14 ua, o excentricitate de 0,17 și o înclinație de 26,0° în raport cu ecliptica.